# Zuid-Holland Oost
Zuid-Holland Oost (nghĩa đen là Đông Nam Hà Lan) là một vùng chính thức của tỉnh Zuid-Holland, Hà Lan.
Vùng này bao gồm các tiểu vùng sau:
- Alblasserwaard-Vijfheerenlanden, khu tự quản: Gorinchem, Hardinxveld-Giessendam, và Molenlanden.
- Gouwestreek, khu tự quản: Bodegraven-Reeuwijk, Gouda, Waddinxveen, Zuidplas, và Boskoop (cũ)
- Krimpenerwaard (vùng), khu tự quản: Krimpenerwaard[1]
- Rijnstreek, khu tự quản: Alphen aan den Rijn (bao gồm Rijnwoude), Nieuwkoop, và Jacobswoude (cũ)